# Falsomesosella breuningi
Falsomesosella breuningi es una especie de escarabajo longicornio del género Falsomesosella, tribu Mesosini, subfamilia Lamiinae. Fue descrita científicamente por Pic en 1944.

## Descripción
Mide 7 milímetros de longitud.

## Distribución
Se distribuye por China.